# 卡萨平塔
卡萨平塔（義大利語：Casapinta），是意大利比耶拉省的一个市镇。总面积2平方公里，人口468人，人口密度234.0人/平方公里（2009年）。ISTAT代码为096014。